# 卡思伯特·滕斯托尔
卡思伯特·滕斯托尔（英語：Cuthbert Tunstall，1474年？月？日—1559年11月18日），是英国的人文主义者、皇家顾问，亨利八世时期的伦敦主教，亨利八世、爱德华六世、玛丽一世、伊丽莎白一世时期的达勒姆主教。